# Lamenay-sur-Loire
Lamenay-sur-Loire est une commune française située dans le département de la Nièvre, en région Bourgogne-Franche-Comté.

## Géographie
Lamenay-sur-Loire est située dans le Sud de la Nièvre, près de Decize.

### Climat
Pour des articles plus généraux, voir Climat de la Bourgogne-Franche-Comté et Climat de la Nièvre.
En 2010, le climat de la commune est de type climat océanique dégradé des plaines du Centre et du Nord, selon une étude du Centre national de la recherche scientifique s'appuyant sur une série de données couvrant la période 1971-2000. En 2020, Météo-France publie une typologie des climats de la France métropolitaine dans laquelle la commune est exposée à un climat océanique altéré et est dans la région climatique  Centre et contreforts nord du Massif Central, caractérisée par un air sec en été et un bon ensoleillement. 
Pour la période 1971-2000, la température annuelle moyenne est de 11 °C, avec une amplitude thermique annuelle de 16,1 °C. Le cumul annuel moyen de précipitations est de 810 mm, avec 11,9 jours de précipitations en janvier et 7,4 jours en juillet. Pour la période 1991-2020, la température moyenne annuelle observée sur la station météorologique de Météo-France la plus proche, « Fours », sur la commune de Fours à 14 km à vol d'oiseau, est de 11,4 °C et le cumul annuel moyen de précipitations est de 904,1 mm. 
La température maximale relevée sur cette station est de 40,8 °C, atteinte le 5 août 2003 ; la température minimale est de −13,2 °C, atteinte le 24 décembre 2001,,. 
Les paramètres climatiques de la commune ont été estimés pour le milieu du siècle (2041-2070) selon différents scénarios d'émission de gaz à effet de serre à partir des nouvelles projections climatiques de référence DRIAS-2020. Ils sont consultables sur un site dédié publié par Météo-France en novembre 2022.

## Urbanisme

### Typologie
Au 1er janvier 2024, Lamenay-sur-Loire est catégorisée commune rurale à habitat très dispersé, selon la nouvelle grille communale de densité à sept niveaux définie par l'Insee en 2022.
Elle est située hors unité urbaine. Par ailleurs la commune fait partie de l'aire d'attraction de Decize, dont elle est une commune de la couronne,. Cette aire, qui regroupe 13 communes, est catégorisée dans les aires de moins de 50 000 habitants,.

### Occupation des sols
L'occupation des sols de la commune, telle qu'elle ressort de la base de données européenne d’occupation biophysique des sols Corine Land Cover (CLC), est marquée par l'importance des territoires agricoles (78,2 % en 2018), une proportion sensiblement équivalente à celle de 1990 (78,5 %). La répartition détaillée en 2018 est la suivante : 
prairies (52,5 %), zones agricoles hétérogènes (20,2 %), forêts (13,6 %), terres arables (5,5 %), milieux à végétation arbustive et/ou herbacée (4,1 %), eaux continentales (3,8 %), zones urbanisées (0,2 %). L'évolution de l’occupation des sols de la commune et de ses infrastructures peut être observée sur les différentes représentations cartographiques du territoire : la carte de Cassini (XVIIIe siècle), la carte d'état-major (1820-1866) et les cartes ou photos aériennes de l'IGN pour la période actuelle (1950 à aujourd'hui).

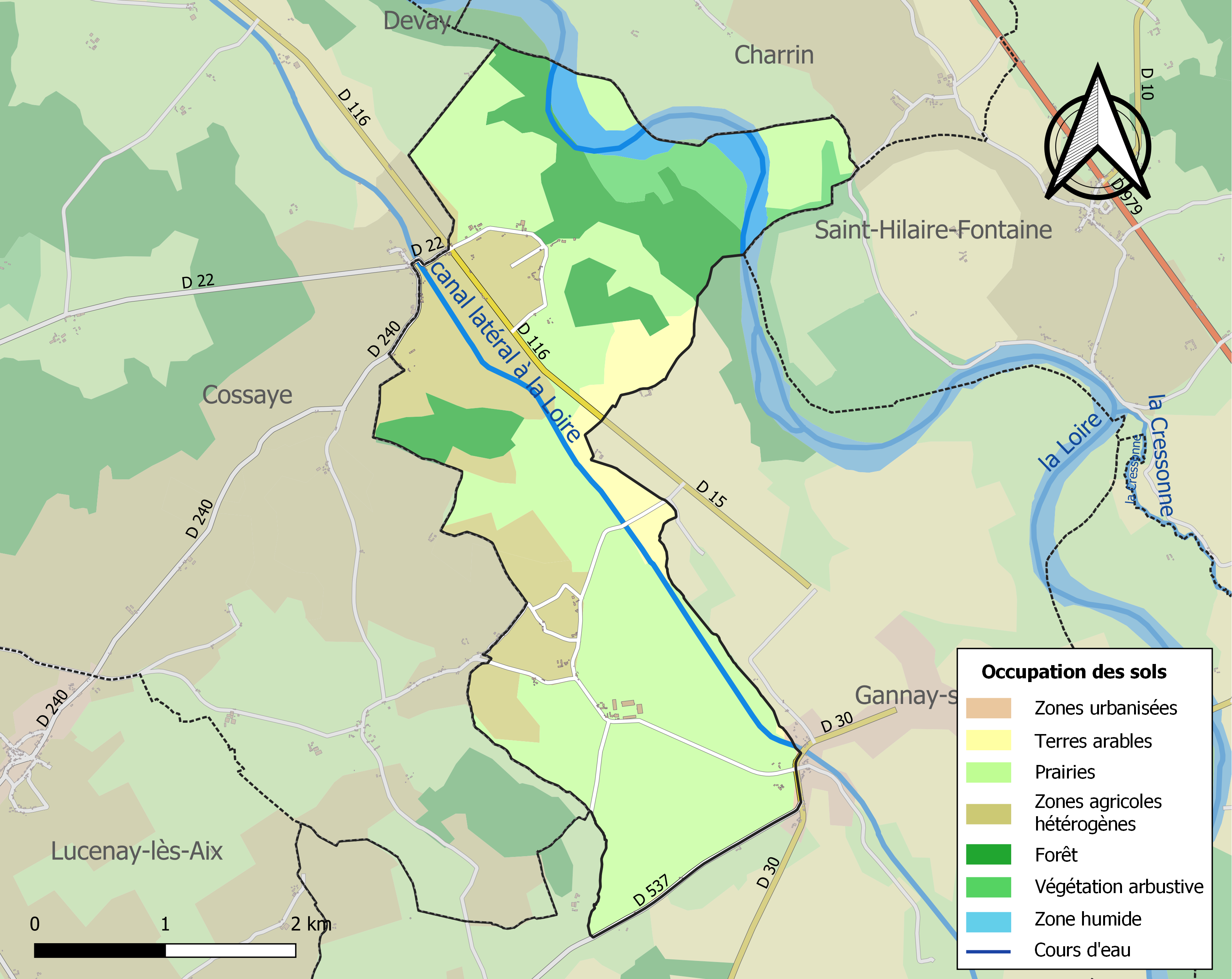
Carte des infrastructures et de l'occupation des sols de la commune en 2018 (CLC).

## Histoire
Un prieuré clunisien y fut fondé en 1089. La seigneurie appartenait à la famille des Gentils et fut acquise sous la Régence (10 janvier 1720) par Antoine-Denis Raudot, intendant du Canada puis de la marine et directeur de la Compagnie des Indes. Le domaine passa ensuite à sa nièce, Antoinette de Girard d'Epeuilles, dont descendent les actuels propriétaires du château. Ce petit village, construit au XVIIIe siècle, a un charme certain, dû en particulier au pittoresque des maisons. 
Le village fut un centre de résistance important pendant la Seconde Guerre mondiale, ce qui justifie peut-être la visite du général de Gaulle en 1958[réf. nécessaire].

## Politique et administration
| Période                                  | Période  | Identité         | Étiquette | Qualité          |
| ---------------------------------------- | -------- | ---------------- | --------- | ---------------- |
| avant 1988                               | ?        | Guy de Certaines |           |                  |
| mars 2008                                | En cours | Guy Mazoire      |           | Pilote d'atelier |
| Les données manquantes sont à compléter. |          |                  |           |                  |

## Démographie
L'évolution du nombre d'habitants est connue à travers les recensements de la population effectués dans la commune depuis 1793. Pour les communes de moins de 10 000 habitants, une enquête de recensement portant sur toute la population est réalisée tous les cinq ans, les populations de référence des années intermédiaires étant quant à elles estimées par interpolation ou extrapolation. Pour la commune, le premier recensement exhaustif entrant dans le cadre du nouveau dispositif a été réalisé en 2008.

En 2022, la commune comptait 68 habitants, en évolution de +19,3 % par rapport à 2016 (Nièvre : −3,28 %, France hors Mayotte : +2,11 %).
| 1793 | 1800 | 1806 | 1821 | 1831 | 1836 | 1841 | 1846 | 1851 |
| ---- | ---- | ---- | ---- | ---- | ---- | ---- | ---- | ---- |
| 209  | 262  | 188  | 196  | 232  | 224  | 225  | 235  | 202  |

| 1856 | 1861 | 1866 | 1872 | 1876 | 1881 | 1886 | 1891 | 1896 |
| ---- | ---- | ---- | ---- | ---- | ---- | ---- | ---- | ---- |
| 204  | 204  | 240  | 239  | 253  | 240  | 240  | 250  | 231  |

| 1901 | 1906 | 1911 | 1921 | 1926 | 1931 | 1936 | 1946 | 1954 |
| ---- | ---- | ---- | ---- | ---- | ---- | ---- | ---- | ---- |
| 249  | 260  | 238  | 203  | 181  | 180  | 166  | 162  | 159  |

| 1962 | 1968 | 1975 | 1982 | 1990 | 1999 | 2006 | 2008 | 2013 |
| ---- | ---- | ---- | ---- | ---- | ---- | ---- | ---- | ---- |
| 138  | 147  | 117  | 107  | 76   | 59   | 61   | 62   | 55   |

| 2018 | 2022 | - | - | - | - | - | - | - |
| ---- | ---- | - | - | - | - | - | - | - |
| 66   | 68   | - | - | - | - | - | - | - |

## Lieux et monuments
Religieux
- Église Saint-Roch, ancienne chapelle d'un prieuré clunisien, dépendant de la Charité-sur-Loire. Chevet de la fin du XIe siècle, vitraux de 1870. Ouverte tous les jours[20].

Civils
- Le château de Lamenay (reconstruit au XIXe siècle). Chapelle ancienne.